# Ambystoma jeffersonianum
Ambystoma jeffersonianum é uma espécie de anfíbio caudado pertencente à família Ambystomatidae. Pode ser encontrada nos Estados Unidos da América e no México.